# Marceli Motty
Marceli Motty (ur. 5 czerwca 1818 w Poznaniu, zm. 17 stycznia 1898 tamże) – nauczyciel, działacz społeczny, pisarz. Ojciec rysownika Władysława Mottego, syn pedagoga Jana Baptysty Mottego.

## Życiorys
Pochodził ze spolszczonej rodziny francuskiej. Absolwent Gimnazjum św. Marii Magdaleny w Poznaniu. W Berlinie studiował filologię klasyczną i filozofię, w 1840 r. uzyskał doktorat. Od 1843 r. do 1896 r. zajmował się pracą pedagogiczną w Poznaniu. Był nauczycielem m.in. w Gimnazjum św. Marii Magdaleny. Zajmował się również pracą społeczną w Towarzystwie Pomocy Naukowej i Poznańskim Towarzystwie Przyjaciół Nauk.
Sławę przyniosły mu zbiory felietonów – Przechadzki po mieście (1857, 1899), Listy Wojtusia z Zawad (1883), które stanowią istotny zbiór informacji o XIX-wiecznym Poznaniu.
Został pochowany na cmentarzu Zasłużonych Wielkopolan na stoku Wzgórza Św. Wojciecha. W 1920 jedna z ulic w dzielnicy Łazarz w Poznaniu otrzymała imię Marcelego Mottego. W 2020 Izabela Wyszowska wydała przewodnik po Poznaniu zatytułowany Śladami Marcelego Mottego, a Małgorzata Jańczak i Jan Felcyn audiobook Przechadzki po mieście (oba w Wydawnictwie Miejskim Posnania).

## W kulturze
Jest jednym z bohaterów polskiego serialu historycznego Najdłuższa wojna nowoczesnej Europy w reżyserii Jerzego Sztwiertni. Odtwórcą jego roli był Adam Ferency.